# Schwedenhaus (Hannover)
Das Schwedenhaus in Hannover, auch Schwedenhäuser oder im Volksmund Schwedenheim genannt, war eine in der frühen Nachkriegszeit errichtete Gruppe hölzerner Baracken in der Eilenriede nahe dem Lister Turm.

## Geschichte und Beschreibung
Nur kurze Zeit nach den Luftangriffen auf Hannover während des Zweiten Weltkrieges, deren Fliegerbomben auch in der Eilenriede „erhebliche Schäden“ angerichtet hatten, errichtete die Innereuropäische Mission des Schwedischen Roten Kreuzes in der Nähe des Lister Turms ein Kinderheim: Die sogenannten „Schwedenhäuser“ wurden noch unter der Britischen Militärregierung am 6. November 1947 durch den Präsidenten des Schwedischen Roten Kreuzes, Graf Folke Bernadotte, eingeweiht. Im Folgejahr 1948 wurde die alte Waldchaussee durch die Eilenriede in ihrem Verlauf von der Walderseestraße bis zur Adenauerallee im Stadtteil Zoo in Bernadotteallee umbenannt.
Teile der anfangs Kindern und Flüchtlingen als Unterkunft dienenden, rot gestrichenen Baracken dienten etwa ab 1959 den Mitgliedern der neu gegründeten Freien evangelischen Gemeinde Hannover als Gemeindehaus, die es als Schwedenhaus bezeichneten.
Anfang der 1960er Jahre waren die Gebäude in den Besitz der niedersächsischen Landeshauptstadt übergegangen. Sie wurden bis in die 1970er Jahre durch sehr unterschiedliche Gruppen, beispielsweise durch Studierende der Hochschule für Musik und Theater genutzt. So tauschte beispielsweise der Gesangsstudent und spätere Opernsänger Bernd Weikl sein Zimmer im Studentenwohnheim gegen „eine winzige Zelle in diesem hölzernen Gebäude“ namens Schwedenheim.
Zeitweilig waren im Schwedenheim auch geistig behinderte Kinder untergebracht.
Für Ende März 1973 kündigte die Hannoversche Allgemeine Zeitung den Umzug des von Reinhard Schamuhn initiierten Kunst-Centers vom Tiefbunker unter dem Klagesmarkt in das Schwedenheim an.
Mit dem Eilenriedebeirat gab es jedoch immer wieder Diskussionen um den Erhalt der Gebäude und „ihre Nutzung zum Wohnen für spezifische Gruppen in einer privilegierten Lage“ einerseits sowie den Anspruch der Allgemeinheit auf Abriss zugunsten der Verfügbarkeit dieser Flächen für die Naherholung.
Nach einer längeren Zeit des Leerstandes wurden die Schwedenhäuser in der Eilenriede im Jahr 1994 schließlich abgetragen.